# 푸바
푸바(foobar), 푸(foo), 바(bar),바즈(baz)는 컴퓨터 프로그래밍 또는 컴퓨터 관련 문서에서 메타 문법 변수와 견본용 이름으로 사용된다. 이것들은 정확한 실체가 무엇인지 중요하지 않고 단지 개념을 표현하기만 할 목적인 변수, 함수, 명령어 등의 실체의 이름을 지정하기 위해 사용되고 있다.

## 언어의 예시
- 바캠프는 사용자가 만든 회의의 국제 네트워크이다.
- foobar2000은 오디오 플레이어이다.

## 같이 보기
- 앨리스와 밥
- 푸 파이터
- 킬로이 다녀감
- 분류:변수 (컴퓨터 과학)